# Theo Steegmann
Theo Steegmann (* 1. Dezember 1955 in Sevelen; † 25. Juli 2023 in Duisburg) war ein deutscher Stahlwerker, Gewerkschafter, Geschäftsführer, Abteilungsleiter sowie Referent eines Europäischen Betriebsrates. Steegmann war als Zweiter Betriebsratsvorsitzender einer der Organisatoren im Arbeitskampf um die Hüttenwerke in Duisburg-Rheinhausen in den Jahren 1987/88.
Später wirkte Steegmann als Sprecher der Bürgerinitiative „Neuanfang für Duisburg“. Diese organisierte einen erfolgreichen Bürgerentscheid zur Absetzung des Oberbürgermeisters Adolf Sauerland nach dem Unglück bei der Loveparade 2010, bei dem 21 Menschen ums Leben kamen.

## Leben
Theo Steegmann war Mitarbeiter und Zweiter Betriebsratsvorsitzender der Hütten- und Bergwerke Rheinhausen, eines Betriebs der Friedrich Krupp AG, der 1987 geschlossen werden sollte. Die Absicht ging dahin, die gesamte Produktion in Duisburg-Hüttenheim zu konzentrieren. Gemeinsam mit Helmut Laakmann, dem Stahlwerks-Betriebsleiter, der übrigen Belegschaft und einem Bürgerkomitee des Stadtteils organisierte Steegmann den Widerstand, nachdem Krupp-Vorstand Gerhard Cromme am 26. November 1987 die Schließung angekündigt hatte. In einer Rede am 30. November 1987 auf der Betriebsversammlung sagte Laakmann voraus, dass der Kampf lange andauern werde. Ein Höhepunkt war die Besetzung der Rheinbrücke zwischen Rheinhausen und Hochfeld (die spätere Brücke der Solidarität). Bundesweit bekannt wurden weiterhin der Protest vor und in der Kruppschen Villa Hügel in Essen, ein ökumenischer Gottesdienst und ein Solidaritätskonzert „Aufruhr“ mit 40.000 Zuhörern, beides im Walzwerk.
Trotz des Protestes wurde das Stahlwerk 1993 geschlossen. Regelungen zum Sozialplan und Vorruhestands-Regelungen bewirkten, dass keiner der Mitarbeiter arbeitslos wurde. Nach der Schließung studierte Steegmann Wirtschaftspädagogik an der Universität Duisburg-Essen. In der „Düsseldorfer Vereinbarung“ vom 3. Mai 1988 verpflichteten sich Krupp und Mannesmann, von der Landesregierung unter Johannes Rau moderiert, 1.500 neue Arbeitsplätze am Ort zu schaffen.
Von 1994 bis 2001 war Steegmann Geschäftsführer der „Qualifizierungsgesellschaft Rheinhausen“, die sich mit der Vermittlung Langzeitarbeitsloser beschäftigte. Danach ging er als Leiter der Abteilung Weiterbildung an die ThyssenKrupp-Tochter ThyssenKrupp Nirosta. Als diese 2012 an den finnischen Konzern Outokumpu verkauft werden sollte, beteiligte sich Steegmann an einer Kundgebung und forderte den Erhalt des Stahlwerks Krefeld, das für die Bandgießtechnologie bei der Herstellung von Edelstahl essentiell ist. Nirosta wurde von Outokumpu übernommen und als Outokumpu Nirosta weitergeführt. Von September 2013 bis 2017 war Steegmann Referent des Europäischen Betriebsrats der Outokumpu.
Zu seinen späteren Aktivitäten gehörte ein erfolgreicher Bürgerentscheid über die Abwahl des Oberbürgermeisters der Stadt Duisburg zur Absetzung von Adolf Sauerland nach dem Unglück bei der Loveparade 2010, bei dem 21 Menschen ums Leben gekommen und mindestens 652 Besucher verletzt worden waren.
Steegmann wurde 1983 durch Entscheidung der Bundesschiedskommission aus der SPD ausgeschlossen, da er zur Zweitstimme für die Partei Die Grünen aufgerufen hatte, um eine weitere Regierung Helmut Kohl zu verhindern. Er trat später wieder ein und übte scharfe Kritik an der Sozialpolitik der Schröder-Fischer-Regierungen. Seit 2018 engagierte er sich in einem Netzwerk von Linken im Ruhrgebiet namens What’s left? Er arbeitete in der Bundes-Arbeitsgemeinschaft „Kommunen“ von Attac mit.
Zusammen mit anderen baute er ein Archiv zur Krupp-Hütte Rheinhausen auf, welches bei der dortigen Bezirksbibliothek angesiedelt ist.
Er starb am 25. Juli 2023 in Duisburg an den Folgen eines einige Tage zuvor erlittenen Herzinfarkts.

## Schriften
- „Es war unsere Hütte …“. In: 50 Jahre das Beste vom Stern. Gruner & Jahr, 1998 (aus Heft 40, 1987).
- Stimmen aus Rheinhausen. In: Evangelische Kommentare. Monatsschrift zum Zeitgeschehen in Kirche und Gesellschaft, Jg. 21 (1988), Heft 4 (April).
- mit Klaus Kost und Michael Schuler: Bildung in und für Transfer-, Beschäftigungs- und Qualifizierungsgesellschaften. In: Wolf Jürgen Röder, Klaus Dörre (Hrsg.): Lernchancen und Marktzwänge. Bildungsarbeit im flexiblen Kapitalismus. Westfälisches Dampfboot, Münster 2002, ISBN 3-89691-535-5, S. 85–101.

## Film, Audio
- Steegmann, Laakmann: Die „Helden“ von Rheinhausen. Vom Klassenkämpfer zum Unternehmer, von Wolfram Seeger, mit Archivalien des WDR und Interviews. Ausstrahlung WDR, 1. Mai 2003, 44 min.[11]
- Duisburg-Rheinhausen 20 Jahre nach der Schließung des Stahlwerkes, Deutschlandfunk Kultur, 13. März 2008, von Martin Reischke, Zitate von Steegmann u. a.[12]

## Belege und Anmerkungen
1. ↑  Martin Krampitz: Als Betriebsratsmitglied mittendrin: Theo Steegmann im Porträt. In: nrz.de. 22. November 2017, abgerufen am 18. Februar 2024.
2. ↑  
Nelli Tügel: »Ein Schluck aus der Lebenspulle« Duisburger Stahlkocher hielten 1987 die BRD in Atem. Ein Besuch, 30 Jahre später. Neues Deutschland, 2. Dezember 2017; Abgerufen am 2. Dezember 2017.
3. 1 2 3  
Jürgen Stock: Rheinhausen – wie es wirklich war. Rheinische Post online, 16. November 2007; Abgerufen am 27. Mai 2014.
4. 1 2 3  
Theo Steegmann. Profil auf LinkedIn; Abgerufen am 27. Mai 2014.
5. ↑  
„Verantwortung trägt Thyssen-Krupp.“ IG Metall Nordrhein-Westfalen 30. Januar 2012; Abgerufen am 27. Mai 2014.
6. ↑  Loveparade-Strafverfahren: Anonymisierter Anklagesatz (Memento vom 11. Februar 2019 im Internet Archive). lg-duisburg.nrw.de, 12. Dezember 2017, Seite 2.
7. ↑  
Frank Lehmkuhl: Der Abwahlkampf: Steegmann gegen Sauerland. Focus online 9. Februar 2012; Abgerufen am 27. Mai 2014
8. ↑  
Rosali Kurtzbach: „What's Left“: Ein Forum für linke Politik in Duisburg NRZ 05. Oktober 2018; Abgerufen am 27. Juli 2023
9. ↑  Hütten-Geschichte: Krupp-Archiv in Rheinhausen eröffnet, NRZ, 5. Februar 2018
10. ↑  Annette Kalscheur: Stahlarbeiter und Streiklegende: Theo Steegmann ist tot. In: WAZ. 26. Juli 2023, abgerufen am 27. Juli 2023.
11. ↑  auf YouTube eingestellt. Seeger im Kulturportal NRW
12. ↑  Falschschreibung „Stegmann“ durchgehend.

| Personendaten    | Personendaten                                             |
| ---------------- | --------------------------------------------------------- |
| NAME             | Steegmann, Theo                                           |
| KURZBESCHREIBUNG | deutscher Stahlwerker, Gewerkschafter und Geschäftsführer |
| GEBURTSDATUM     | 1. Dezember 1955                                          |
| GEBURTSORT       | Sevelen                                                   |
| STERBEDATUM      | 25. Juli 2023                                             |
| STERBEORT        | Duisburg                                                  |